# Франек, Ян
Ян Франек (словац. Ján Franek; 14 апреля 1960, Жилина) — словацкий боксёр средних весовых категорий, выступавший за сборную Чехословакии в 1980-е годы. Бронзовый призёр летних Олимпийских игр в Москве, обладатель бронзовой медали соревнований «Дружба-84», призёр многих международных турниров и национальных первенств. В начале 1990-х годов пробовал себя на профессиональном ринге, однако большинство боёв проиграл.

## Биография
Ян Франек родился 14 апреля 1960 года в городе Жилина. Активно заниматься боксом начал в раннем детстве, показывал хорошие результаты как на молодёжном, так и на взрослом уровне. Благодаря череде удачных выступлений в 1980 году удостоился права защищать честь страны на летних Олимпийских играх в Москве, сумел дойти здесь до полуфинала, проиграв кубинцу Армандо Мартинесу, который в итоге и стал олимпийским чемпионом в среднем весе. Получив бронзовую олимпийскую медаль, в течение нескольких последующих лет успешно ездил на различные международные турниры, хотя пробиться на крупнейшие мировые первенства не мог. Принимал участие в состязаниях чемпионатов Европы 1981, 1983 и 1985 годов, при этом выпадал из борьбы уже в первых же матчах на турнирах. В 1984 году должен был представлять страну на летних Олимпийских играх в Лос-Анджелесе, однако Чехословакия бойкотировала эти соревнования, и вместо этого Франек принял участие в турнире стран социалистического лагеря «Дружба-84», где завоевал бронзовую медаль (уже во второй средней весовой категории).
В 1991 году Франек дебютировал как профессиональный боксёр, тем не менее, добиться успеха на этом поприще ему не удалось — большинство боёв закончились поражением, причём соперниками были далеко не самые сильные бойцы. Всего в профессиональном боксе он провёл 8 матчей, из них только два окончил победой, тогда как во всех остальных случаях проиграл.
После завершения спортивной карьеры Ян Франек некоторое время работал охранником в казино, затем у него начались серьёзные проблемы с алкоголем, он потерял все средства в азартных играх, расстался с семьёй, и в настоящее время не имеет постоянного места жительства, бродяжничает на улицах Жилины. Его младший брат Михаль тоже был довольно известным боксёром, а дочь Барбора в 2009 году стала победительницей конкурса Мисс Словакия.